# Eleição municipal de Volta Redonda em 2016
A eleição municipal da cidade brasileira de Volta Redonda de 2016 ocorreu no dia 2 de outubro de 2016 para eleger o prefeito e o vice-prefeito, além de 21 vereadores para a Câmara Municipal da cidade.
A campanha eleitoral contou com a participação de 7 candidatos a prefeito. O prefeito em exercício, Antônio Francisco Neto, não pôde buscar uma nova reeleição devido ao limite da Constituição brasileira a dois mandatos executivos consecutivos. O primeiro turno foi realizado em 2 de outubro. Como nenhum candidato recebeu a maioria dos votos para ser eleito imediatamente em primeiro turno, os dois primeiros colocados, Paulo Baltazar, candidato pelo PRB, e Samuca Silva, candidato pelo PV, avançaram para o segundo turno. Em 30 de outubro, Samuca venceu a disputa, tendo sido eleito com 54,6% dos votos válidos (89.055 votos). Esta foi a primeira vitória de Samuca para o cargo executivo municipal.
A chapa vencedora tomou posse na Prefeitura de Volta Redonda em 1° de janeiro de 2017 para um mandato que durou quatro anos.

## Candidaturas para a prefeitura
| Nº | Prefeito(a)  | Prefeito(a)                                        | Prefeito(a)       | Vice-prefeito(a) | Vice-prefeito(a) | Vice-prefeito(a)                                  | Vice-prefeito(a)  | Coligação Partido(s)                                                                         |
| Nº | Candidato(a) | Candidato(a)                                       | Partido Federação | Candidato(a)     | Candidato(a)     | Candidato(a)                                      | Partido Federação | Coligação Partido(s)                                                                         |
| -- | ------------ | -------------------------------------------------- | ----------------- | ---------------- | ---------------- | ------------------------------------------------- | ----------------- | -------------------------------------------------------------------------------------------- |
| 10 |              | Baltazar Paulo César Baltazar Da Nóbrega           | PRB               |                  |                  | Jorginho Fuede Jorge Alberto Felipe Cury          | PRB               | É Daqui Pra Melhor PRB PDT PT PSL                                                            |
| 15 |              | América Tereza América Tereza Nascimento Da Silva  | PMDB              |                  |                  | Antonio Furtado Antonio Da Luz Furtado            | PMDB              | Volta Redonda No Rumo Certo PMDB PSDC PMB SD PROS PCdoB PHS PSB PSC PP PATRIOTA PTB PTN PRTB |
| 16 |              | Professora Isabel Fraga Isabel Fraga De Paula      | PSTU              |                  |                  | Professora Mõnica Teixeira Mônica Teixeira Correa | PSTU              | Sem coligação                                                                                |
| 22 |              | Zoinho Jorge De Oliveira                           | PR                |                  |                  | Antonio Cardoso Antonio Costa Cardoso             | PR                | As Pessoas Em 1. Lugar PR PRP                                                                |
| 43 |              | Samuca Silva Elderson Ferreira Da Silva            | PV                |                  |                  | Maycon Abrantes Maycon Cesar Inacio Abrantes      | PV                | Sem coligação                                                                                |
| 50 |              | Danilo Caruso Danilo Spinola Caruso                | PSOL              |                  |                  | Marina Inês Marina Ines Do Nascimento             | PSOL              | Sem coligação                                                                                |
| 55 |              | Nelson Gonçalves Nelson Dos Santos Gonçalves Filho | PSD               |                  |                  | Rogério Loureiro                                  | PPS               | Volta Redonda Unida PSD PPS PTC DEM REDE                                                     |

## Debates

### Primeiro Turno
| Data       | Organizador(es) | Candidatos  | Candidatos     | Candidatos    | Candidatos      | Ref.  |
| Data       | Organizador(es) | Samuca (PV) | Baltazar (PRB) | Tereza (PMDB) | Gonçalves (PSD) | Ref.  |
| ---------- | --------------- | ----------- | -------------- | ------------- | --------------- | ----- |
| 29/09/2016 | TV Rio Sul      | Presente    | Presente       | Presente      | Presente        | [ 5 ] |

### Segundo Turno
| Data       | Organizador(es) | Candidatos  | Candidatos     | Ref.  |
| Data       | Organizador(es) | Samuca (PV) | Baltazar (PRB) | Ref.  |
| ---------- | --------------- | ----------- | -------------- | ----- |
| 28/10/2016 | TV Rio Sul      | Presente    | Presente       | [ 6 ] |

## Resultados da eleição

### Prefeito
| Candidato(a) a prefeito  | Candidato(a) a prefeito        | Candidato(a) a vice-prefeito      | Primeiro turno 02 de outubro de 2016 | Primeiro turno 02 de outubro de 2016 | Segundo turno 30 de outubro de 2016 | Segundo turno 30 de outubro de 2016 |
| Candidato(a) a prefeito  | Candidato(a) a prefeito        | Candidato(a) a vice-prefeito      | Total                                | Percentagem                          | Total                               | Percentagem                         |
| ------------------------ | ------------------------------ | --------------------------------- | ------------------------------------ | ------------------------------------ | ----------------------------------- | ----------------------------------- |
|                          | Samuca Silva (PV)              | Dayse Penna (PV)                  | 39.547                               | 24,77%                               | 89.055                              | 54,6%                               |
|                          | Baltazar (PRB)                 | Jorginho Fuede (PRB)              | 50.881                               | 31,87%                               | 74.049                              | 45,4%                               |
|                          | América Tereza (PMDB)          | Antonio Furtado (PMDB)            | 35.576                               | 22,28%                               |                                     |                                     |
|                          | Nelson Gonçalves (PSD)         | Rogério Loureiro (PPS)            | 22.215                               | 13,91%                               |                                     |                                     |
|                          | Zoinho (PR)                    | Antonio Cardoso (PR)              | 8.853                                | 5,55%                                |                                     |                                     |
|                          | Danilo Caruso (PSOL)           | Marina Inês (PSOL)                | 2.133                                | 1,34%                                |                                     |                                     |
|                          | Professora Isabel Fraga (PSTU) | Professora Mõnica Teixeira (PSTU) | 450                                  | 0,28%                                |                                     |                                     |
| Total de votos válidos   | Total de votos válidos         | Total de votos válidos            | 159.655                              | 88,3%                                | 163.104                             | 93,62%                              |
| Votos em branco          | Votos em branco                | Votos em branco                   | 6.454                                | 3,57%                                | 2.841                               | 1,63%                               |
| Votos nulos              | Votos nulos                    | Votos nulos                       | 14.708                               | 8,13%                                | 8.269                               | 4,75%                               |
| Total de votos apurados  | Total de votos apurados        | Total de votos apurados           | 180.817                              | 81%                                  | 174.214                             | 78,04%                              |
| Abstenções               | Abstenções                     | Abstenções                        | 42.423                               | 19%                                  | 49.026                              | 21,96%                              |
| Total de eleitores aptos | Total de eleitores aptos       | Total de eleitores aptos          | 223.240                              | 223.240                              | 223.240                             | 223.240                             |
| Fontes:                  |                                |                                   |                                      |                                      |                                     |                                     |

### Vereadores eleitos
| Candidato(a) | Candidato(a)       | Partido | Votos | Cidade de origem   | Unidade federativa/País |
| ------------ | ------------------ | ------- | ----- | ------------------ | ----------------------- |
|              | Jari               | PSB     | 4.392 | Volta Redonda      | Rio de Janeiro          |
|              | Paulo Conrado      | PRTB    | 3.576 | Volta Redonda      | Rio de Janeiro          |
|              | Granato            | PTC     | 2.727 | Rio Pomba          | Minas Gerais            |
|              | Luciano Mineirinho | PR      | 2.700 | Divino             | Minas Gerais            |
|              | Fabio Buchecha     | PTB     | 2.594 | Volta Redonda      | Rio de Janeiro          |
|              | Neném              | PSB     | 2.565 | Volta Redonda      | Rio de Janeiro          |
|              | Paulinho Do Raio X | PMDB    | 2.536 | São João de Meriti | Rio de Janeiro          |
|              | Fernando Martins   | PMDB    | 2.528 | Volta Redonda      | Rio de Janeiro          |
|              | Edson Quinto       | PR      | 2.310 | Pancas             | Espírito Santo          |
|              | Tigrão             | PMDB    | 2.111 | Iúna               | Espírito Santo          |
|              | Carlinhos Santana  | SD      | 1.998 | Volta Redonda      | Rio de Janeiro          |
|              | Sidney (Dinho)     | PEN     | 1.981 | Volta Redonda      | Rio de Janeiro          |
|              | Rosana Bergone     | PRTB    | 1.911 | Volta Redonda      | Rio de Janeiro          |
|              | Laydson            | PMDB    | 1.811 | Volta Redonda      | Rio de Janeiro          |
|              | José Augusto       | PDT     | 1.789 | Barra do Piraí     | Rio de Janeiro          |
|              | Novaes             | PP      | 1.703 | Volta Redonda      | Rio de Janeiro          |
|              | Mauricio Pessoa    | PSC     | 1.662 | Volta Redonda      | Rio de Janeiro          |
|              | Pastor Washington  | PRB     | 1.492 | Rio De Janeiro     | Rio de Janeiro          |
|              | Vair Duré          | PP      | 1.420 | Valença            | Rio de Janeiro          |
|              | Dr Rodrigo Furtado | PTC     | 1.022 | Volta Redonda      | Rio de Janeiro          |
|              | Isaac              | PEN     | 865   | Volta Redonda      | Rio de Janeiro          |
| Fontes:      |                    |         |       |                    |                         |

#### Vereadores eleitos por partido
| Nº                     | Partido                | Votos populares | Votos populares | Vagas   | ±       |
| Nº                     | Partido                | Votos           | %               | Vagas   | ±       |
| ---------------------- | ---------------------- | --------------- | --------------- | ------- | ------- |
| 15                     | PMDB                   | 22.827          | 14,05%          | 4       | 2       |
| 22                     | PR                     | 12.480          | 7,68%           | 2       | 1       |
| 11                     | PP                     | 12.277          | 7,56%           | 2       | Estável |
| 40                     | PSB                    | 11.811          | 7,27%           | 2       | 1       |
| 28                     | PRTB                   | 10.341          | 6,37%           | 2       | 2       |
| 51                     | PEN                    | 8.968           | 5,52%           | 2       | 2       |
| 20                     | PSC                    | 8.747           | 5,39%           | 1       | 1       |
| 36                     | PTC                    | 7.858           | 4,84%           | 2       | 2       |
| 55                     | PSD                    | 7.718           | 4,75%           | 0       | 2       |
| 45                     | PSDB                   | 7.262           | 4,47%           | 0       | 1       |
| 17                     | PSL                    | 7.076           | 4,36%           | 0       | -       |
| 65                     | PCdoB                  | 6.686           | 4,12%           | 0       | 1       |
| 10                     | PRB                    | 6.437           | 3,96%           | 1       | Estável |
| 43                     | PV                     | 5.855           | 3,61%           | 0       | -       |
| 13                     | PT                     | 5.248           | 3,23%           | 0       | 2       |
| 14                     | PTB                    | 4.017           | 2,47%           | 1       | 1       |
| 23                     | PPS                    | 3.924           | 2,42%           | 0       | -       |
| 12                     | PDT                    | 2.762           | 1,7%            | 1       | Estável |
| 77                     | SD                     | 2.059           | 1,27%           | 1       | 1       |
| 50                     | PSOL                   | 1.688           | 1,04%           | 0       | -       |
| 25                     | DEM                    | 1.590           | 0,98%           | 0       | 1       |
| 19                     | PTN                    | 1.400           | 0,86%           | 0       | 1       |
| 44                     | PRP                    | 1.244           | 0,77%           | 0       | -       |
| 27                     | PSDC                   | 1.031           | 0,63%           | 0       | 1       |
| 35                     | PMB                    | 345             | 0,21%           | 0       | -       |
| 70                     | PTdoB                  | 345             | 0,21%           | 0       | -       |
| 18                     | REDE                   | 171             | 0,11%           | 0       | -       |
| 16                     | PSTU                   | 146             | 0,09%           | 0       | -       |
| 31                     | PHS                    | 100             | 0,06%           | 0       | -       |
| Total de votos válidos | Total de votos válidos | 162.413         | 89,82%          | 21      | 21      |
| Votos em branco        | Votos em branco        | 6.617           | 3,66%           | 21      | 21      |
| Votos nulos            | Votos nulos            | 11.787          | 6,52%           | 21      | 21      |
| Total de votos         | Total de votos         | 180.817         | 81%             | 21      | 21      |
| Abstenções             | Abstenções             | 42.423          | 19%             | 21      | 21      |
| Eleitorado apto        | Eleitorado apto        | 223.240         | 223.240         | 223.240 | 223.240 |
| Fontes:                |                        |                 |                 |         |         |